# Ozero Svjatoje (sjö i Belarus, Mahiljoŭs voblast, lat 53,35, long 31,02)
Ozero Svjatoje (ryska: Озеро Святое) är en sjö i Belarus.   Den ligger i voblasten Mahiljoŭs voblast, i den östra delen av landet, 240 km öster om huvudstaden Minsk. Ozero Svjatoje ligger 125 meter över havet.
I omgivningarna runt Ozero Svjatoje växer i huvudsak blandskog. Runt Ozero Svjatoje är det glesbefolkat, med 13 invånare per kvadratkilometer.